# Vitor Bueno
Vitor Frezarin Bueno (Monte Alto, 5 september 1994) is een Braziliaans voetballer die bij voorkeur als offensieve middenvelder speelt. Hij tekende in 2016 bij Santos.

## Clubcarrière
Vitor speelde in de jeugd bij Atlético Monte Azul, EC Bahia en Botafogo. Tussen juni 2015 en juni 2016 werd hij verhuurd aan Santos. Nadien maakte de Braziliaan definitief de overstap. Op 17 september 2015 maakte hij zijn opwachting in de Braziliaanse Série A tegen Atlético Mineiro. Op 6 december 2015 maakte Vitor zijn eerste competitietreffer tegen Atlético Paranaense.